# Гелах Наталія Миколаївна
Наталія Миколаївна Гелах (біл. Наталля Гелах, 30 травня 1978) — білоруська веслувальниця, олімпійська медалістка.

## Виступи на Олімпіадах
| Олімпіада   | Дисципліна                      | Місце |
| ----------- | ------------------------------- | ----- |
| Сідней 2000 | вісімка розстібна зі стерновим  | 4     |
| Афіни 2004  | двійка розстібна без стернового | 3     |
| Пекін 2008  | двійка розстібна без стернового | 3     |